# Leonardo da Vinci (toren in Scheveningen)
De Leonardo da Vinci-woontoren is het hoogste gebouw in Scheveningen.
De toren staat in de Zwolsestraat en werd in 1996 opgeleverd. De hoogte van het gebouw is 83 meter, incl. de goudkleurige bol bovenop; Het gebouw heeft 27 verdiepingen.
Toen Marnix Norder wethouder was, kwam de Structuurvisie "Wereldstad aan Zee" ter tafel, waarin ook de toekomst van het havengebied van Scheveningen behandeld werd. Norder wilde twee hoge torens bij de haveningang Laten bouwen, maar hier was veel weerstand tegen, ook binnen de gemeenteraad. De plannen werden aangepast, op het Noordelijk havenhoofd zal een toren komen met een hoogte van 90 meter. Tot 2020 is de Leonardo da Vinci-toren nog het hoogste gebouw van Scheveningen.